# 열심당

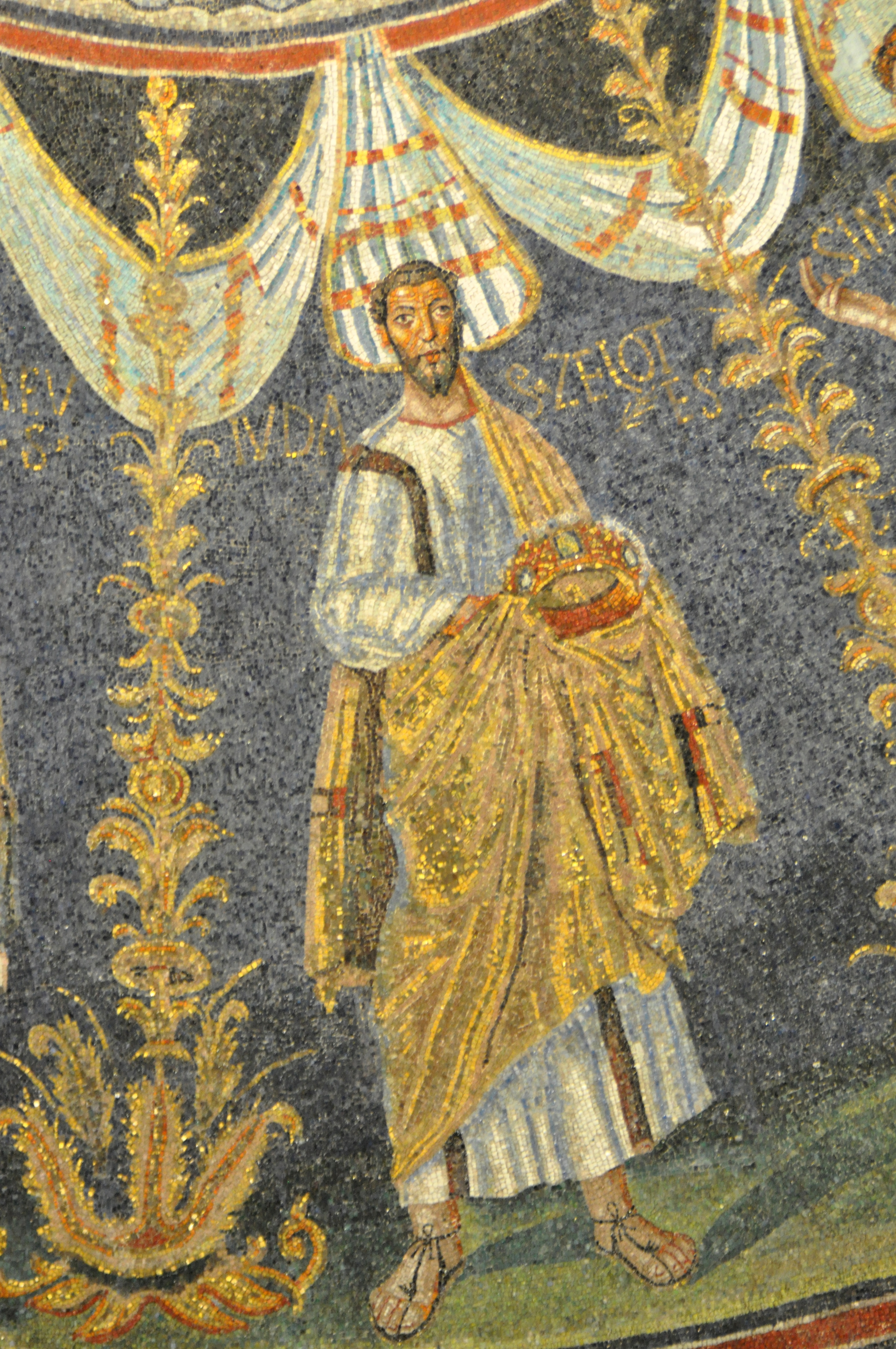

열심당(熱心黨), 젤롯당(Zealot黨), 시카리당, 혁명당은 로마제국의 통치에 폭력항쟁으로 맞설 것을 주장한 유대의 종교적 민족주의 정치 운동이다.

## 이념

### 종교적 신념
로마 제국이 하느님을 믿는 유대에 죽은 황제를 신으로 숭배하는 황제 숭배를 강요하자 이에 반발한 유대인들이 항쟁을 일으켰다가 진압된 바 있었는데, 열심당원들은 이스라엘은 다윗 왕의 자손으로 기름부음 받은 유대인 만이 다스릴 수 있다고 주장하며 로마 제국에 계속해서 대항하였다.
당시 레위인의 전통에서 벗어난 예루살렘 성전과 제사장에 적대적이었던 에세네 유파의 사상을 바탕으로 신념을 형성하였다. 당시 이스라엘 정권과 이를 지지한 로마제국, 자격없는 이들이 차지한 성전을 반대하고 거부하였던 에세네를 열심당은 정신적 기반으로 지지하였다. 에세네는 반폭력적 성향과 분리적 태도였으나 열심당(젤롯)은 폭력적 성향과 공격적 태도였다. 그들은 66년에서 70년에 걸친 대대적인 유대인 반란인 제1차 유대-로마 전쟁에서 주도적인 역할을 하였다. 이들은 66년 예루살렘을 장악하여 4년간 버텼으나 70년에 로마 군이 예루살렘을 함락시키고 성전을 파괴하는 것으로 전쟁이 끝났다.

### 테러리즘
열심당원들은 40년 말에 가뭄과 굶주림으로 고통받던 갈릴리와 유대의 민중들의 비폭력 투쟁이 대제사장들의 관심을 끌지 못하고, 비폭력투쟁에 가담한 민중을 로마의 평화를 위협하는 비적(匪賊)으로 본 로마제국의 폭력으로 진압당한 모습을 보면서, 대항폭력 곧 테러리즘으로 투쟁함으로써 지배 계급의 이목을 집중시키고자 하였다. 식민지에서의 테러리즘은 지배 계급보다는 지배 계급에 협조하는 특권 계급을 공격하는 것이 특징인데, 열심당원들도 로마 제국에 협조하던 대제사장을 공격하였다.
시골에서 (로마 제국에 비폭력투쟁으로 저항하던 비적들이 로마 제국의 폭력으로)사라진 반면에, 예루살렘에서는 소위 시카리파라고 불리는 새로운 형태의 비적들이 등장했는데, 이들은 축제 기간에 단검을 옷 속에 숨겼다가 적들을 살해했다. 그들이 쓰러지면  다른 사람들과 같이 분개하는 행동을 해서 자신을 숨겼다. 그들이 처음 암살한 사람은 대제사장이었다. 그 뒤에 매일 수많은 사람들이 살해되었다.

요약해서 말한다면 열심당원들의 테러리즘은 로마의 평화 유지를 위한 로마 제국의 착취, 제국에 기생하는 대제사장, 가뭄으로 인한 굶주림과 로마의 평화를 위협하는 민중운동을 레기온과 십자가형으로 탄압하는 폭력에 대한 갈릴리와 유대 민중들의 시위이다.

## 1세기 유대인들의 사상분류
이 전쟁에 유대인 편에서 참전했다 로마 군의 포로가 된 뒤 당시 상황에 대해 기록을 남긴 유대인 역사가 플라비우스 요세푸스(요세프 벤 마티탸후)는 1세기 당시 유대인들이 4개의 중요한 집단, 즉 바리새인, 사두개파, 에세네파, 그리고 혁명론자들로 나누어졌다고 했는데 열심당은 혁명론자들에 속한다. 에세네파는 공동체 생활을 통해 비정치적으로 은둔에 가깝게 신앙을 지켜갔고 바리새인들과 사두개파는 체제를 위협하지 않는 한 종교 문제에 대해 간섭하지 않는 로마 제국에 어느 정도 타협하며 유대교 신앙과 율법에 관한 논쟁을 벌였지만(사도행전 23:6-9, 사도행전 25:13-19) 열심당원들을 비롯한 혁명론자들은 로마에 대한 정치적 투쟁을 우선으로 여겨 과격한 방법도 서슴지 않았다. 따라서 종교가 지배하는 사회였던 이스라엘 사회에서 지배 계급들이던 바리새인과 서기관들과 대립하였으나 로마 제국의 수탈과 폭력에 고통받던 민중들에게는 많은 지지를 받았다.

## 반(反)로마활동
열심당은 유대인 정착촌을 습격하여 로마의 지배에 협력하는 이들을 죽이거나, 유대인들이 로마에 대항하여 필요하면 동족과도 싸우도록 선동하는 등의 활동을 하였다. 그래서 플라비우스 요세푸스는 제1차 유대-로마 전쟁이 성전의 파괴로 이어지기까지 열심당이 죽임을 일삼는 ‘공포의 지배’를 펼쳤다고 부정적으로 그리고 있으며, 당시 사료들도 열심당원들을 '유대민족의 적'으로 판단되는 이들을 공개적으로 죽일 정도로 과격한 민족주의 전사로 묘사한다. 로마제국은 이들을 십자가형으로 공개처형 했는데, 예수의 양옆 십자가에서 처형된 '강도 두 사람'도 실제로는 강도가 아니라, 열심당원이었거나 적어도 로마제국에 반대하여 십자가형에 처해진 자들이었을 것이다. 왜냐하면, 마르코 복음서 15장 27절에 나오는 강도 두 사람은 헬라어 레스타이(lestai)를 번역한 말인데,이 단어는 열심당원이라는 뜻도 있기 때문이다. 예수의 12제자 중 가나나인 시몬(Simon the Zealot)은 열심당원이었다.